# The Catalyst
The Catalyst är en musiksingel från det amerikanska rockbandet Linkin Park. Det är första singeln från deras fjärde studioalbum, A Thousand Suns.
Singeln släpptes 2 augusti 2010, och en musikvideo har spelats in och hade premiär den 26 augusti samma år.